# Anne Kronenberg
Anne Kronenberg é uma ativista LGBT estadunidense, conhecida por ter sido a gerente de campanha de Harvey Milk durante sua histórica campanha de 1977 para supervisor da cidade de São Francisco, Califórnia, bem como sua assessora quando assumiu o mandato. Como ativista política lésbica, Kronenberg é lembrada pelo seu papel instrumental no movimento dos direitos gays.

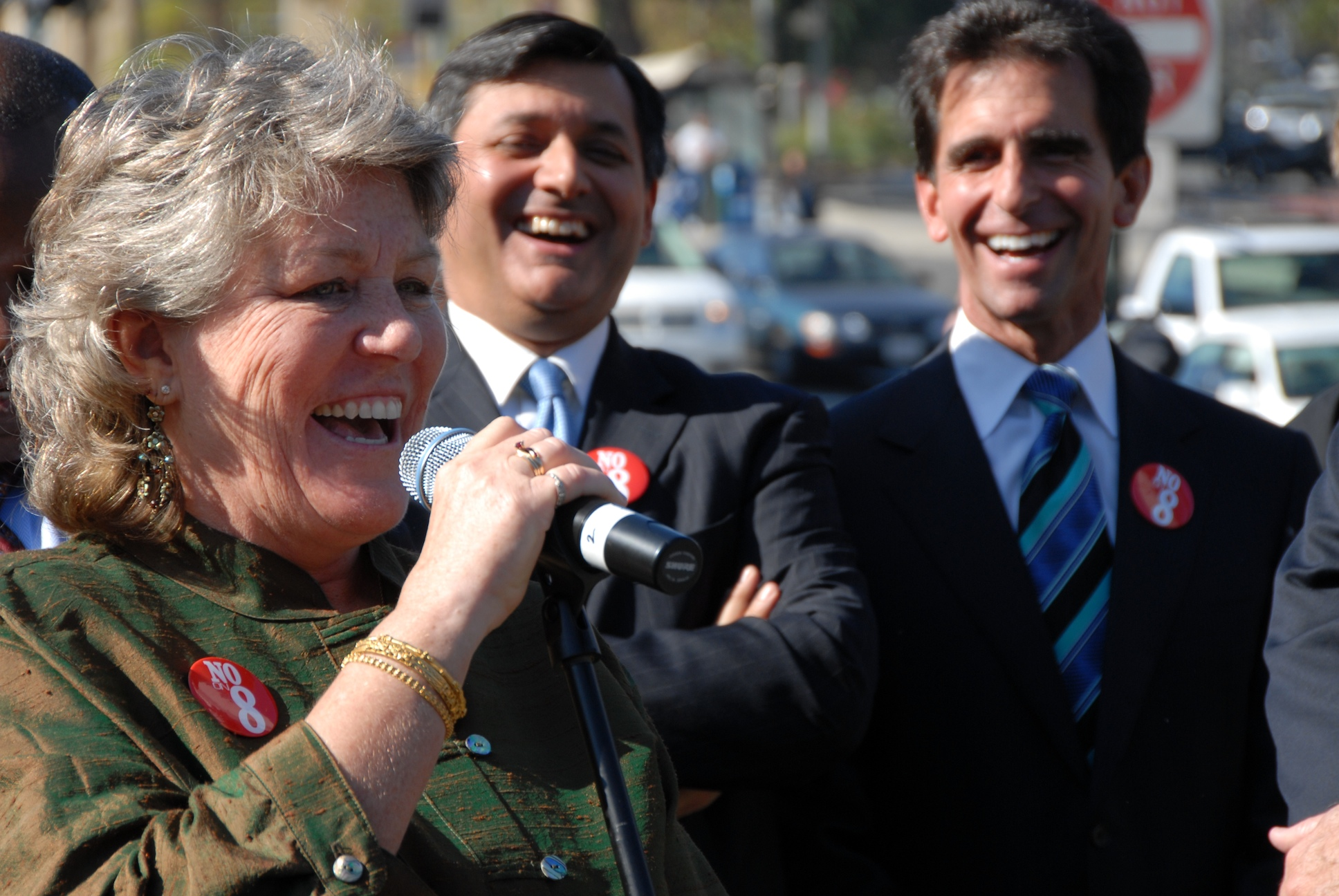